# ロバート・キーズ
ロバート・キーズ（Robert Keyes、1565年 - 1606年1月31日）は、イングランド史において、プロテスタントのイングランド国王ジェームズ1世を暗殺し、カトリックの君主に挿げ替えようとした1605年の過激派カトリック教徒らによる火薬陰謀事件のメンバーの一人。
イングランドのダービーシャーのステイヴリーにて、プロテスタントの牧師の息子として生まれる。母親はリンカンシャーのケトルビーの貴族筋の家の出身で、その親族にはカトリック教徒がいた。また、従姉妹エリザベスは敬虔なカトリック教徒であるルックウッド家に嫁ぎ、その夫は火薬陰謀事件にも加担した馬屋のアンブローズ・ルックウッドであった。少なくとも陰謀計画に関与する1604年までにはキーズもカトリックに改宗していた。
1603年にイングランド王としてジェームズ1世が即位すると、多くのカトリック教徒たちはカトリックへの寛容政策を期待していたが、次第に失望に変わった。その一人である過激派のロバート・ケイツビーは貴族院（ウェストミンスター宮殿）で行われる議会開会式にて、議場を大量の火薬をもって爆破し、ジェームズ及び政府要人らをまとめて暗殺した上で、同時にミッドランズ地方で民衆叛乱を起こし、カトリックの傀儡君主を立てることを計画した。
1604年10月、キーズは主要5人の次に陰謀に参加した6番目のメンバーとなり、火薬などを保管してあるランベスのアジトの管理を任された。他の仲間たちと比べれば家柄・資産・来歴共にみすぼらしかったが、その人柄は信頼されていた。一方でキーズ自身は妻の雇い主であるモーダント卿が事件に巻き込まれることを懸念していたが計画は着実に進められていった。
しかし、陰謀を密告する匿名の手紙に基づき、イングランド当局は計画決行日の前日である1605年11月4日の深夜にウェストミンスター宮殿の捜索を行い、貴族院の地下室にて、大量の火薬とそれを管理していたフォークスを発見し、計画は露見した。
ロンドンにいたキーズは即座に街を脱出し、他の仲間たちと同様にミッドランズに向かう途中のケイツビーらと合流した。しかし、予定通りにミッドランズで反乱を起こして最後の抵抗を試みた仲間たちとは別れ、ドレイトンのモーダント卿の家に向かった。
11月8日の早朝に、ケイツビーらは滞在していたスタッフォードシャーのホルベッチ・ハウスを、ウスターの州長官率いる200人の部隊に襲撃され、その戦闘の中でケイツビーら何人かは射殺され、生き残った者はそのまま逮捕された。その数日後にはキーズ自身も逮捕され、ロンドン塔に投獄された。
その後、1606年1月27日のウェストミンスター・ホールにおける裁判では起訴事実に対して無罪を主張したが、大逆罪での首吊り・内臓抉り・四つ裂きの刑が宣告された。
同月31日にキーズは他3人の仲間と共に処刑が行われるウェストミンスターのオールド・パレス・ヤードに連行され、その際に陰惨な処刑の後半の苦しみから逃れるため、絞首台より飛び降り自殺を図った。しかし失敗し、通常通り生きながらの内臓抉りの極刑を受け刑死した。

## 前半生
1565年頃にノース・ダービーシャーのステーブリーにおいて、プロテスタント牧師の息子として生まれる。母はリンカンシャーのケトルビーのロバート・ティルウィット卿の娘で、カトリックのオスゴッドビーのバブソープ家と関わりがあった。キーズの従姉妹にあたるエリザベス・ティルウィットは、後にキーズと同じく火薬陰謀事件に関与するアンブローズ・ルックウッドと結婚した。1604年までにキーズはカトリックに改宗していた。
キーズは未亡人であったクリスティーナを妻に迎えた。彼女はノーサンプトンシャーのドレイトンにある第4代モーダント男爵ヘンリー・モーダントの子供たちの家庭教師をしており、その関係でキーズも家の馬や設備を使うことができた。

## 火薬陰謀事件
1603年にカトリックを弾圧したエリザベス女王が亡くなり、ジェームズ1世がイングランド国王に即位した。彼自身はプロテスタントであったものの、彼の母であるスコットランド女王メアリーはカトリックの殉教者と見なされていたため、イングランド国内のカトリック教徒の多くは彼がカトリックへの寛容政策をとるのではないかと期待していた。実際に即位直後は寛容的な態度を見せたものの、妻アンにローマ教皇から密かにロザリオが贈られたことなどが発覚し、1604年2月にはカトリック司祭の国外退去命令が出されたり、国教忌避者に対する罰金の徴収が再開された。これによりカトリック教徒たちは国王に大いに失望した。その中の一人である過激派のロバート・ケイツビーは、議会開会式にて議場を大量の火薬で爆破してジェームズ及び政府要人をまとめて暗殺し、また同時にミッドランズ地方で反乱を起こしてカトリックの傀儡君主を立てることを計画した（火薬陰謀事件）。1604年5月には、主要メンバー5名（ケイツビー、トマス・ウィンター、ジョン・ライト、ガイ・フォークス、トマス・パーシー）が最初の打ち合わせを行った。

### 陰謀への参加と役割
キーズは1604年10月に6人目の仲間として陰謀に加わった。火薬やその他の必要物資などが保管されていたケイツビーが所有するランベスのアジトの管理を任された。
イエズス会の神父ジョン・ジェラードは、キーズを「重厚かつ冷静な人物で、機知に富み、充足感がある」と評した。
オズワルド・テシモンド神父は、「迫害を味わったことにより財産を失ってしまった」と述べ、歴史家で作家のシリル・ノースコート・パーキンソンは「自暴自棄な男だ。破滅し、負債を抱えた（desperate man, ruined and indebted）」というイメージを抱いていた。
長身で赤髭を生やしたキーズは、仲間内では貧しい男であったが、ケイツビーは彼を「信頼できる誠実な男」と評し、彼の仕事ぶりに対して金銭を支払った可能性がある。
同志のガイ・フォークスのように、自分の面倒は自分で見ることができる男だとみなされていた。
仲間の何人かは、爆破計画の日に議場にいるカトリック教徒の身を懸念していた。特にキーズは妻の雇用主であるモーダント卿を心配していた。同様にトマス・パーシーは自身の庇護者であるノーサンバーランド伯の身を案じ、他にもヴォークス、モンタギュー、モンティーグル、ストートンといった貴族たちの名も挙げられた。モーダント卿に警告したいというキーズの提案に対して、ケイツビーは「ダイヤモンドで満たされた部屋の秘密を教えることはできない。相手が秘密を守れないことを知っているからだ」と嘲笑した。

### 決行日前夜の露見と逃亡、逮捕
ペストの流行によって議会開会式は延期されて最終的に1605年10月5日となり、ケイツビーらはこの日を計画の決行日に定めた。
決行前夜の11月4日、キーズは彼の義理の従兄弟ルックウッドとロンドンのテンプルバー近くのエリザベス・モアの家で過ごしていた。キーズはパーシーから導火線の時間を計るための懐中時計を預かっており、家にやってきたフォークス（貴族院地下室に潜み、火をつける役目を受け持っていた）にこれを手渡した。しかし、その数時間後、貴族院地下室でフォークスが大量の火薬と共に発見され、彼は逮捕された。
フォークス逮捕の報を聞くと、キーズは即座に馬でケイツビーらのいるミッドランズへ逃亡した。途中のハイゲート付近で、後発のルックウッドに追い抜かれ、先にケイツビーらと合流した彼がフォークスが逮捕されたことを仲間たちに伝えた。その後、キーズや他の仲間たちも合流した。この時点でケイツビーはミッドランズでの反乱は諦めておらず、エバラード・ディグビー率いる「狩猟隊」が待機しているダンチャーチに向かったが、キーズは仲間たちから離脱し、ドレイトンにあるモーダント卿の家に向かった。ロンドンでは関係者への聞き取りの結果、11月6日にはキーズが容疑者の一人として特定されていた。
その後、11月8日にスタフォードシャーの州境にあるホルベッチ・ハウスに待機していたケイツビーらは州長官の率いる部隊に襲撃され、戦闘で亡くなるか逮捕された。別行動をとっていたキーズもまた数日のうちに逮捕された。

### 裁判と処刑
1606年1月27日月曜日、キーズを含めこの時点で生きていた8名の裁判が行われた。キーズはロンドン塔より、同様に拘束されていた6名と共に平船で移送された。まず星室庁、続いてウェストミンスター・ホールに連行され、専用の台座の上に晒された。国王とその家族も密かに参席していたが、枢密院顧問（Lords Commissioners）が罪人らの罪状を読み上げる際には普通の傍聴人となっていた。被疑者たちはディグビーを除いて罪状否認し、無罪を主張したが、全員に大逆罪での有罪判決が下った。彼らにはそれぞれ「死刑とすべきではない理由」を弁明することが許された。この中でキーズは自分の行動を弁解しようとせず「今や死ぬことはどの時代よりも望ましい」、「これほどの暴政のただ中においては」生きるより良いと主張した。イエズス会の神父オズワルド・テシモンドはキーズの弁明を叙事文に残している。
1606年1月31日、キーズは他の3人（トーマス・ウィンター、アンブローズ・ルックウッド、ガイ・フォークス）と共にロンドン塔から爆破を計画していた建物の反対側にあたるウェストミンスターのオールド・パレス・ヤードに、ハードルに固定され引き回される形で連行され、首吊り・内臓抉り・四つ裂きの刑に処された。この時、最初にルックウッドとウィンターが処刑され、キーズは3番目であった。険しい表情のキーズは絞首のための梯子を「気丈に」上ったが、首に縄をかけられた時、おそらく即死するために身を投げた。しかし、絞首縄が解けて失敗し、処刑台に引き戻され、通常通り生きながら内臓抉りの極刑を受け刑死した。